# Lista dodatków do żywności

## E100–E199 (barwniki)
| Numer     | Nazwa                                             | Uwagi                                     |
| --------- | ------------------------------------------------- | ----------------------------------------- |
| E100      | kurkumina                                         | dopuszczony do użycia w Unii Europejskiej |
| E101      | (i) ryboflawina                                   | dopuszczony do użycia w Unii Europejskiej |
| E101a     | (ii) 5′-fosforan ryboflawiny                      | dopuszczony do użycia w Unii Europejskiej |
| E102      | tartrazyna                                        | dopuszczony do użycia w Unii Europejskiej |
| E103      | rezorcyna                                         |                                           |
| E104      | żółcień chinolinowa                               | dopuszczony do użycia w Unii Europejskiej |
| E105      | żółcień trwała AB                                 |                                           |
| E106      | sól sodowa fosforanu-5′-ryboflawiny               |                                           |
| E107      | żółcień 2G                                        |                                           |
| E110      | żółcień pomarańczowa FCF (żółcień pomarańczowa S) | dopuszczony do użycia w Unii Europejskiej |
| E111      | oranż GGN                                         |                                           |
| E120      | kwas karminowy (koszenila)                        | dopuszczony do użycia w Unii Europejskiej |
| E121      | lakmus                                            |                                           |
| E122      | azorubina (karmoizyna)                            | dopuszczony do użycia w Unii Europejskiej |
| E123      | amarant                                           | dopuszczony do użycia w Unii Europejskiej |
| E124      | czerwień koszenilowa A (pąs 4R)                   | dopuszczony do użycia w Unii Europejskiej |
| E125      | szkarłat GN                                       |                                           |
| E126      | pąs 6R                                            |                                           |
| E127      | erytrozyna                                        | dopuszczony do użycia w Unii Europejskiej |
| E128      | czerwień 2G                                       |                                           |
| E129      | czerwień allura                                   | dopuszczony do użycia w Unii Europejskiej |
| E130      | błękit indantrenowy RS                            |                                           |
| E131      | błękit patentowy V                                | dopuszczony do użycia w Unii Europejskiej |
| E132      | indygokarmin (indygotyna)                         | dopuszczony do użycia w Unii Europejskiej |
| E133      | błękit brylantowy FCF                             | dopuszczony do użycia w Unii Europejskiej |
| E140      | chlorofile                                        | dopuszczony do użycia w Unii Europejskiej |
| E141      | kompleksy miedziowe chlorofili i chlorofilin      | dopuszczony do użycia w Unii Europejskiej |
| E142      | zieleń S                                          | dopuszczony do użycia w Unii Europejskiej |
| E150a     | karmel                                            | dopuszczony do użycia w Unii Europejskiej |
| E150b     | karmel siarczynowy                                | dopuszczony do użycia w Unii Europejskiej |
| E150c     | karmel amoniakalny                                | dopuszczony do użycia w Unii Europejskiej |
| E150d     | karmel amoniakalno-siarczynowy                    | dopuszczony do użycia w Unii Europejskiej |
| E151      | czerń PN (czerń brylantowa BN)                    | dopuszczony do użycia w Unii Europejskiej |
| E152      | czerń 7984                                        |                                           |
| E153      | węgiel roślinny                                   | dopuszczony do użycia w Unii Europejskiej |
| E154      | brąz FK                                           |                                           |
| E155      | brąz HT                                           | dopuszczony do użycia w Unii Europejskiej |
| E160a     | karoteny                                          | dopuszczony do użycia w Unii Europejskiej |
| E160b     | annato                                            | dopuszczony do użycia w Unii Europejskiej |
| E160c     | kapsaicyna (ekstrakt z papryki)                   | dopuszczony do użycia w Unii Europejskiej |
| E160d     | likopen                                           | dopuszczony do użycia w Unii Europejskiej |
| E160e     | β-apo-8′-karotenal                                | dopuszczony do użycia w Unii Europejskiej |
| E160f     | ester etylowy kwasu β-apo-8′-karotenowego         |                                           |
| E161a     | flawoksantyna                                     |                                           |
| E161b     | luteina                                           | dopuszczony do użycia w Unii Europejskiej |
| E161c     | kryptoksantyna                                    |                                           |
| E161d     | rubiksantyna                                      |                                           |
| E161e     | wiolaksantyna                                     |                                           |
| E161f     | rodoksantyna                                      |                                           |
| E161g     | kantaksantyna                                     | dopuszczony do użycia w Unii Europejskiej |
| E161h     | zeaksantyna                                       |                                           |
| E161i     | cytranaksantyna                                   |                                           |
| E161j     | astaksantyna                                      |                                           |
| E162      | betanina (czerwień buraczana, ekstrakt z buraka)  | dopuszczony do użycia w Unii Europejskiej |
| E163      | antocyjany                                        | dopuszczony do użycia w Unii Europejskiej |
| E163a     | cyjanidyna                                        |                                           |
| E163b     | delfinidyna                                       |                                           |
| E163c     | malwidyna                                         |                                           |
| E163d     | pelargonidyna                                     |                                           |
| E163e     | peonidyna                                         |                                           |
| E163f     | petunidyna                                        |                                           |
| E163(i)   | wyciąg ze skórki winogrona                        |                                           |
| E163(ii)  | mieszanina antocyjanów                            |                                           |
| E163(iii) | wyciąg z porzeczki czarnej                        |                                           |
| E170      | węglan wapnia                                     | dopuszczony do użycia w Unii Europejskiej |
| E171      | tlenek tytanu(IV)                                 | dopuszczony do użycia w Unii Europejskiej |
| E172      | tlenki żelaza i wodorotlenki żelaza               | dopuszczony do użycia w Unii Europejskiej |
| E173      | glin                                              | dopuszczony do użycia w Unii Europejskiej |
| E174      | srebro                                            | dopuszczony do użycia w Unii Europejskiej |
| E175      | złoto                                             | dopuszczony do użycia w Unii Europejskiej |
| E180      | czerwień litolowa BK                              | dopuszczony do użycia w Unii Europejskiej |
| E181      | taniny                                            |                                           |

## E200–E299 (konserwanty)
| Numer | Nazwa                                          | Uwagi                                     |
| ----- | ---------------------------------------------- | ----------------------------------------- |
| E200  | kwas sorbowy                                   | dopuszczony do użycia w Unii Europejskiej |
| E201  | sorbinian sodu                                 |                                           |
| E202  | sorbinian potasu                               | dopuszczony do użycia w Unii Europejskiej |
| E203  | sorbinian wapnia                               | dopuszczony do użycia w Unii Europejskiej |
| E209  | Heptyl p-hydroxybenzoate                       |                                           |
| E210  | kwas benzoesowy                                | dopuszczony do użycia w Unii Europejskiej |
| E211  | benzoesan sodu                                 | dopuszczony do użycia w Unii Europejskiej |
| E212  | benzoesan potasu                               | dopuszczony do użycia w Unii Europejskiej |
| E213  | benzoesan wapnia                               | dopuszczony do użycia w Unii Europejskiej |
| E214  | p-hydroksybenzoesan etylu                      | dopuszczony do użycia w Unii Europejskiej |
| E215  | sól sodowa p-hydroksybenzoesanu etylu          | dopuszczony do użycia w Unii Europejskiej |
| E216  | p-hydroksybenzoesan propylu                    | Wycofany 26 lipca 2006 roku               |
| E217  | propylo-p-hydroksybenzoesan sodu               | Wycofany 26 lipca 2006 roku               |
| E218  | p-hydroksybenzoesan metylu                     | dopuszczony do użycia w Unii Europejskiej |
| E219  | sól sodowa p-hydroksybenzoesanu metylu         | dopuszczony do użycia w Unii Europejskiej |
| E220  | dwutlenek siarki (bezwodnik kwasu siarkawego)  | dopuszczony do użycia w Unii Europejskiej |
| E221  | siarczyn sodu                                  | dopuszczony do użycia w Unii Europejskiej |
| E222  | wodorosiarczyn sodu                            | dopuszczony do użycia w Unii Europejskiej |
| E223  | pirosiarczyn sodu                              | dopuszczony do użycia w Unii Europejskiej |
| E224  | pirosiarczyn potasu                            | dopuszczony do użycia w Unii Europejskiej |
| E225  | siarczyn potasu                                |                                           |
| E226  | siarczyn wapnia                                | dopuszczony do użycia w Unii Europejskiej |
| E227  | wodorosiarczyn wapnia                          | dopuszczony do użycia w Unii Europejskiej |
| E228  | wodorosiarczyn potasu                          | dopuszczony do użycia w Unii Europejskiej |
| E230  | bifenyl                                        |                                           |
| E231  | ortofenylofenol                                |                                           |
| E232  | sól sodowa ortofenylofenolu                    |                                           |
| E233  | tiabendazol                                    |                                           |
| E234  | nizyna                                         | dopuszczony do użycia w Unii Europejskiej |
| E235  | natamycyna                                     | dopuszczony do użycia w Unii Europejskiej |
| E236  | kwas mrówkowy                                  |                                           |
| E237  | mrówczan sodu                                  |                                           |
| E238  | mrówczan wapnia                                |                                           |
| E239  | heksametylenotetraamina                        | dopuszczony do użycia w Unii Europejskiej |
| E240  | aldehyd mrówkowy, formaldehyd                  |                                           |
| E242  | pirowęglan dimetylu                            | dopuszczony do użycia w Unii Europejskiej |
| E249  | azotyn potasu                                  | dopuszczony do użycia w Unii Europejskiej |
| E250  | azotyn sodu                                    | dopuszczony do użycia w Unii Europejskiej |
| E251  | azotan sodu                                    | dopuszczony do użycia w Unii Europejskiej |
| E252  | azotan potasu                                  | dopuszczony do użycia w Unii Europejskiej |
| E260  | kwas octowy                                    | dopuszczony do użycia w Unii Europejskiej |
| E261  | octan potasu                                   | dopuszczony do użycia w Unii Europejskiej |
| E262  | octany sodu: (i) octan sodu, (ii) dioctan sodu | dopuszczony do użycia w Unii Europejskiej |
| E263  | octan wapnia                                   | dopuszczony do użycia w Unii Europejskiej |
| E264  | octan amonu                                    |                                           |
| E265  | kwas dehydrooctowy                             |                                           |
| E266  | dehydrooctan sodu                              |                                           |
| E270  | kwas mlekowy                                   | dopuszczony do użycia w Unii Europejskiej |
| E280  | kwas propionowy                                | dopuszczony do użycia w Unii Europejskiej |
| E281  | propionian sodu                                | dopuszczony do użycia w Unii Europejskiej |
| E282  | propionian wapnia                              | dopuszczony do użycia w Unii Europejskiej |
| E283  | propionian potasu                              | dopuszczony do użycia w Unii Europejskiej |
| E284  | kwas borowy                                    | dopuszczony do użycia w Unii Europejskiej |
| E285  | tetraboran sodu                                | dopuszczony do użycia w Unii Europejskiej |
| E290  | dwutlenek węgla                                | dopuszczony do użycia w Unii Europejskiej |
| E296  | kwas jabłkowy                                  | dopuszczony do użycia w Unii Europejskiej |
| E297  | kwas fumarowy                                  | dopuszczony do użycia w Unii Europejskiej |

## E300–E399 (przeciwutleniaczeiregulatory kwasowości)
| Numer | Nazwa                                                                                           | Uwagi                                     |
| ----- | ----------------------------------------------------------------------------------------------- | ----------------------------------------- |
| E300  | kwas askorbinowy                                                                                | dopuszczony do użycia w Unii Europejskiej |
| E301  | askorbinian sodu                                                                                | dopuszczony do użycia w Unii Europejskiej |
| E302  | askorbinian wapnia                                                                              | dopuszczony do użycia w Unii Europejskiej |
| E304  | estry kwasów tłuszczowych i kwasu askorbinowego                                                 | dopuszczony do użycia w Unii Europejskiej |
| E306  | mieszanina tokoferoli                                                                           | dopuszczony do użycia w Unii Europejskiej |
| E307  | α-tokoferol                                                                                     | dopuszczony do użycia w Unii Europejskiej |
| E308  | γ-tokoferol                                                                                     | dopuszczony do użycia w Unii Europejskiej |
| E309  | δ-tokoferol                                                                                     | dopuszczony do użycia w Unii Europejskiej |
| E310  | galusan propylu                                                                                 | dopuszczony do użycia w Unii Europejskiej |
| E311  | galusan oktylu                                                                                  | dopuszczony do użycia w Unii Europejskiej |
| E312  | galusan dodecylu                                                                                | dopuszczony do użycia w Unii Europejskiej |
| E315  | kwas izoaskorbinowy (kwas erytrobowy)                                                           | dopuszczony do użycia w Unii Europejskiej |
| E316  | izoaskorbinian sodu                                                                             | dopuszczony do użycia w Unii Europejskiej |
| E319  | tert-butylohydrochinon (TBHQ)                                                                   | dopuszczony do użycia w Unii Europejskiej |
| E320  | butylohydroksyanizol (BHA)                                                                      | dopuszczony do użycia w Unii Europejskiej |
| E321  | butylohydroksytoluen (BHT)                                                                      | dopuszczony do użycia w Unii Europejskiej |
| E322  | lecytyny                                                                                        | dopuszczony do użycia w Unii Europejskiej |
| E325  | mleczan sodu                                                                                    | dopuszczony do użycia w Unii Europejskiej |
| E326  | mleczan potasu                                                                                  | dopuszczony do użycia w Unii Europejskiej |
| E327  | mleczan wapnia                                                                                  | dopuszczony do użycia w Unii Europejskiej |
| E330  | kwas cytrynowy                                                                                  | dopuszczony do użycia w Unii Europejskiej |
| E331  | cytryniany sodu: (i) cytrynian monosodu, (ii) cytrynian disodu, (iii) cytrynian trisodu         | dopuszczony do użycia w Unii Europejskiej |
| E332  | cytryniany potasu: (i) cytrynian monopotasu, (ii) cytrynian dipotasu, (iii) cytrynian tripotasu | dopuszczony do użycia w Unii Europejskiej |
| E333  | cytryniany wapnia: (i) cytrynian monowapnia, (ii) cytrynian diwapnia, (iii) cytrynian triwapnia | dopuszczony do użycia w Unii Europejskiej |
| E334  | kwas L(+)-winowy                                                                                | dopuszczony do użycia w Unii Europejskiej |
| E335  | winiany sodu: (i) winian monosodu, (ii) winian disodu                                           | dopuszczony do użycia w Unii Europejskiej |
| E336  | winiany potasu: (i) winian monopotasu, (ii) winian dipotasu                                     | dopuszczony do użycia w Unii Europejskiej |
| E337  | Winian potasowo-sodowy                                                                          | dopuszczony do użycia w Unii Europejskiej |
| E338  | kwas fosforowy                                                                                  | dopuszczony do użycia w Unii Europejskiej |
| E339  | fosforany sodu: (i) fosforan monosodu, (ii) fosforan disodu, (iii) fosforan trisodu             | dopuszczony do użycia w Unii Europejskiej |
| E340  | fosforany potasu: (i) fosforan monopotasu, (ii) fosforan dipotasu, (iii) fosforan tripotasu     | dopuszczony do użycia w Unii Europejskiej |
| E341  | fosforany wapnia: (i) fosforan monowapnia, (ii) fosforan diwapnia, (iii) fosforan triwapnia     | dopuszczony do użycia w Unii Europejskiej |
| E343  | fosforany magnezu: (i) fosforan monomagnezu, (ii) fosforan dimagnezu, (iii) fosforan trimagnezu | dopuszczony do użycia w Unii Europejskiej |
| E350  | jabłczany sodu: (i) jabłczan monosodu, (ii) jabłczan disodu                                     | dopuszczony do użycia w Unii Europejskiej |
| E351  | jabłczan potasu                                                                                 | dopuszczony do użycia w Unii Europejskiej |
| E352  | jabłczany wapnia: (i) jabłczan monowapnia, (ii) dijabłczan wapnia                               | dopuszczony do użycia w Unii Europejskiej |
| E353  | kwas metawinowy                                                                                 | dopuszczony do użycia w Unii Europejskiej |
| E354  | winian wapnia                                                                                   | dopuszczony do użycia w Unii Europejskiej |
| E355  | kwas adypinowy                                                                                  | dopuszczony do użycia w Unii Europejskiej |
| E356  | adypinian sodu                                                                                  | dopuszczony do użycia w Unii Europejskiej |
| E357  | adypinian potasu                                                                                | dopuszczony do użycia w Unii Europejskiej |
| E363  | kwas bursztynowy                                                                                | dopuszczony do użycia w Unii Europejskiej |
| E380  | cytrynian triamonowy                                                                            | dopuszczony do użycia w Unii Europejskiej |
| E385  | sól wapniowo-dwusodowa EDTA                                                                     | dopuszczony do użycia w Unii Europejskiej |
| E391  | kwas fitowy                                                                                     |                                           |
| E392  | ekstrakty z rozmarynu (wyciągi z rozmarynu)                                                     | dopuszczony do użycia w Unii Europejskiej |

## E400–E499 (emulgatory, środki zagęszczające, spulchniające, żelujące itp.)
| Numer | Nazwa | Uwagi                                     |
| ----- | --- | ----------------------------------------- |
| E400  | kwas alginowy | dopuszczony do użycia w Unii Europejskiej |
| E401  | alginian sodu | dopuszczony do użycia w Unii Europejskiej |
| E402  | alginian potasu | dopuszczony do użycia w Unii Europejskiej |
| E403  | alginian amonu | dopuszczony do użycia w Unii Europejskiej |
| E404  | alginian wapnia | dopuszczony do użycia w Unii Europejskiej |
| E405  | alginian glikolu propylenowego | dopuszczony do użycia w Unii Europejskiej |
| E406  | agar | dopuszczony do użycia w Unii Europejskiej |
| E407  | karagen | dopuszczony do użycia w Unii Europejskiej |
| E407a | przetworzone wodorosty morskie z gatunku Euchuema | dopuszczony do użycia w Unii Europejskiej |
| E410  | mączka chleba świętojańskiego | dopuszczony do użycia w Unii Europejskiej |
| E412  | guma guar | dopuszczony do użycia w Unii Europejskiej |
| E413  | tragakanta | dopuszczony do użycia w Unii Europejskiej |
| E414  | guma arabska (guma akacjowa) | dopuszczony do użycia w Unii Europejskiej |
| E415  | guma ksantanowa | dopuszczony do użycia w Unii Europejskiej |
| E416  | guma karaya | dopuszczony do użycia w Unii Europejskiej |
| E417  | guma tara | dopuszczony do użycia w Unii Europejskiej |
| E418  | guma gellan | dopuszczony do użycia w Unii Europejskiej |
| E420  | sorbitole: (i) sorbitol, (ii) syrop sorbitolowy | dopuszczony do użycia w Unii Europejskiej |
| E421  | mannitol | dopuszczony do użycia w Unii Europejskiej |
| E422  | glicerol | dopuszczony do użycia w Unii Europejskiej |
| E425  | konjac | dopuszczony do użycia w Unii Europejskiej |
| E426  | hemiceluloza sojowa | dopuszczony do użycia w Unii Europejskiej |
| E427  | guma kasja | dopuszczony do użycia w Unii Europejskiej |
| E431  | stearynian polioksyetylenu (40) | dopuszczony do użycia w Unii Europejskiej |
| E432  | monolaurynian polioksyetylenosorbitolu (polisorbat 20) | dopuszczony do użycia w Unii Europejskiej |
| E433  | monooleinian polioksyetylenosorbitolu (polisorbat 80) | dopuszczony do użycia w Unii Europejskiej |
| E434  | monopalmitynian polioksyetylenosorbitolu (polisorbat 40) | dopuszczony do użycia w Unii Europejskiej |
| E435  | monostearynian polioksyetylenosorbitolu (polisorbat 60) | dopuszczony do użycia w Unii Europejskiej |
| E436  | tristearynian polioksyetylenosorbitolu (polisorbat 65) | dopuszczony do użycia w Unii Europejskiej |
| E440  | pektyny | dopuszczony do użycia w Unii Europejskiej |
| E442  | fosfatydy amonu | dopuszczony do użycia w Unii Europejskiej |
| E444  | octan izomaślanu sacharozy | dopuszczony do użycia w Unii Europejskiej |
| E445  | estry glicerolu i żywicy roślinnej | dopuszczony do użycia w Unii Europejskiej |
| E450  | difosforany: (i) difosforan disodu (ii) difosforan trisodu (iii) difosforan tetrasodu (iv) difosforan dipotasu (v) difosforan tetrapotasu (vi) difosforan diwapnia (vii) diwodorodifosforan wapnia | dopuszczony do użycia w Unii Europejskiej |
| E451  | trifosforany: (i) trifosforan pentasodu (ii) trifosforan pentapotasu | dopuszczony do użycia w Unii Europejskiej |
| E452  | polifosforany: (i) polifosforany sodu (ii) polifosforany potasu (iii) polifosforany sodu wapnia (iv) polifosforany wapnia (v) polifosforany amonu                                                  | dopuszczony do użycia w Unii Europejskiej |
| E459  | β-cyklodekstryna | dopuszczony do użycia w Unii Europejskiej |
| E460  | celuloza | dopuszczony do użycia w Unii Europejskiej |
| E461  | metyloceluloza | dopuszczony do użycia w Unii Europejskiej |
| E462  | etyloceluloza | dopuszczony do użycia w Unii Europejskiej |
| E463  | hydroksypropyloceluloza | dopuszczony do użycia w Unii Europejskiej |
| E464  | hydroksypropylometyloceluloza | dopuszczony do użycia w Unii Europejskiej |
| E465  | etylometyloceluloza | dopuszczony do użycia w Unii Europejskiej |
| E466  | karboksymetyloceluloza, sól sodowa karboksymetylocelulozy, guma celulozowa | dopuszczony do użycia w Unii Europejskiej |
| E468  | sól sodowa karboksymetylocelulozy usieciowana, guma celulozowa usieciowana | dopuszczony do użycia w Unii Europejskiej |
| E469  | enzymatycznie zhydrolizowana karboksymetyloceluloza, enzymatycznie zhydrolizowana guma celulozowa                                                                                                  | dopuszczony do użycia w Unii Europejskiej |
| E470a | sole sodowe, potasowe i wapniowe kwasów tłuszczowych | dopuszczony do użycia w Unii Europejskiej |
| E470b | sole magnezowe kwasów tłuszczowych | dopuszczony do użycia w Unii Europejskiej |
| E471  | mono- i diglicerydy kwasów tłuszczowych | dopuszczony do użycia w Unii Europejskiej |
| E472a | mono- i diglicerydy kwasów tłuszczowych estryfikowane kwasem octowym | dopuszczony do użycia w Unii Europejskiej |
| E472b | mono- i diglicerydy kwasów tłuszczowych estryfikowane kwasem mlekowym | dopuszczony do użycia w Unii Europejskiej |
| E472c | mono- i diglicerydy kwasów tłuszczowych estryfikowane kwasem cytrynowym | dopuszczony do użycia w Unii Europejskiej |
| E472d | mono- i diglicerydy kwasów tłuszczowych estryfikowane kwasem winowym | dopuszczony do użycia w Unii Europejskiej |
| E472e | mono- i diglicerydy kwasów tłuszczowych estryfikowane kwasem mono- i diacetylowinowym | dopuszczony do użycia w Unii Europejskiej |
| E472f | mono- i diglicerydy kwasów tłuszczowych estryfikowane mieszaniną kwasu octowego i winowego | dopuszczony do użycia w Unii Europejskiej |
| E473  | estry sacharozy i kwasów tłuszczowych | dopuszczony do użycia w Unii Europejskiej |
| E474  | sacharoglicerydy | dopuszczony do użycia w Unii Europejskiej |
| E475  | estry kwasów tłuszczowych i poliglicerolu | dopuszczony do użycia w Unii Europejskiej |
| E476  | polirycynooleinian poliglicerolu | dopuszczony do użycia w Unii Europejskiej |
| E477  | estry kwasów tłuszczowych i glikolu propylenowego | dopuszczony do użycia w Unii Europejskiej |
| E479b | termoutleniony olej sojowy z mono- i diglicerydami kwasów tłuszczowych | dopuszczony do użycia w Unii Europejskiej |
| E481  | stearoilomleczan sodu | dopuszczony do użycia w Unii Europejskiej |
| E482  | stearoilomleczan wapnia | dopuszczony do użycia w Unii Europejskiej |
| E483  | winian stearylu | dopuszczony do użycia w Unii Europejskiej |
| E491  | monostearynian sorbitolu | dopuszczony do użycia w Unii Europejskiej |
| E492  | tristearynian sorbitolu | dopuszczony do użycia w Unii Europejskiej |
| E493  | monolaurynian sorbitolu | dopuszczony do użycia w Unii Europejskiej |
| E494  | monooleinian sorbitolu | dopuszczony do użycia w Unii Europejskiej |
| E495  | monopalmitynian sorbitolu | dopuszczony do użycia w Unii Europejskiej |

## E500–E599 (substancje przeciwzbrylające)
| Numer | Nazwa                                                                             | Uwagi                                     |
| ----- | --------------------------------------------------------------------------------- | ----------------------------------------- |
| E500  | węglany sodu: (i) węglan sodu (ii) wodorowęglan sodu (iii) wodorodiwęglan trisodu | dopuszczony do użycia w Unii Europejskiej |
| E501  | węglany potasu: (i) węglan potasu (ii) wodorowęglan potasu                        | dopuszczony do użycia w Unii Europejskiej |
| E502  | węglany amonu: (i) węglan amonu (ii) wodorowęglan amonu                           | dopuszczony do użycia w Unii Europejskiej |
| E504  | węglany magnezu: (i) węglan magnezu (ii) wodorowęglan magnezu                     | dopuszczony do użycia w Unii Europejskiej |
| E507  | kwas chlorowodorowy (kwas solny)                                                  | dopuszczony do użycia w Unii Europejskiej |
| E508  | chlorek potasu                                                                    | dopuszczony do użycia w Unii Europejskiej |
| E509  | chlorek wapnia                                                                    | dopuszczony do użycia w Unii Europejskiej |
| E511  | chlorek magnezu                                                                   | dopuszczony do użycia w Unii Europejskiej |
| E512  | chlorek cyny(II)                                                                  | dopuszczony do użycia w Unii Europejskiej |
| E513  | kwas siarkowy                                                                     | dopuszczony do użycia w Unii Europejskiej |
| E514  | siarczany sodu: (i) siarczan sodu, (ii) wodorosiarczan sodu                       | dopuszczony do użycia w Unii Europejskiej |
| E515  | siarczany potasu: (i) siarczan potasu, (ii) wodorosiarczan potasu                 | dopuszczony do użycia w Unii Europejskiej |
| E516  | siarczan wapnia                                                                   | dopuszczony do użycia w Unii Europejskiej |
| E517  | siarczan amonu                                                                    | dopuszczony do użycia w Unii Europejskiej |
| E520  | siarczan glinu                                                                    | dopuszczony do użycia w Unii Europejskiej |
| E521  | siarczan glinu sodu                                                               | dopuszczony do użycia w Unii Europejskiej |
| E522  | siarczan glinu potasu                                                             | dopuszczony do użycia w Unii Europejskiej |
| E523  | siarczan amonu glinu                                                              | dopuszczony do użycia w Unii Europejskiej |
| E524  | wodorotlenek sodu                                                                 | dopuszczony do użycia w Unii Europejskiej |
| E525  | wodorotlenek potasu                                                               | dopuszczony do użycia w Unii Europejskiej |
| E526  | wodorotlenek wapnia                                                               | dopuszczony do użycia w Unii Europejskiej |
| E527  | woda amoniakalna                                                                  | dopuszczony do użycia w Unii Europejskiej |
| E528  | wodorotlenek magnezu                                                              | dopuszczony do użycia w Unii Europejskiej |
| E529  | tlenek wapnia                                                                     | dopuszczony do użycia w Unii Europejskiej |
| E530  | tlenek magnezu                                                                    | dopuszczony do użycia w Unii Europejskiej |
| E535  | żelazocyjanek sodu                                                                | dopuszczony do użycia w Unii Europejskiej |
| E536  | żelazocyjanek potasu                                                              | dopuszczony do użycia w Unii Europejskiej |
| E538  | żelazocyjanek wapnia                                                              | dopuszczony do użycia w Unii Europejskiej |
| E541  | wodorofosforan glinu sodu                                                         | dopuszczony do użycia w Unii Europejskiej |
| E551  | ditlenek krzemu                                                                   | dopuszczony do użycia w Unii Europejskiej |
| E552  | krzemian wapnia                                                                   | dopuszczony do użycia w Unii Europejskiej |
| E553a | krzemian magnezu                                                                  | dopuszczony do użycia w Unii Europejskiej |
| E553b | talk                                                                              | dopuszczony do użycia w Unii Europejskiej |
| E554  | glinokrzemian sodu                                                                | dopuszczony do użycia w Unii Europejskiej |
| E555  | glinokrzemian potasu                                                              | dopuszczony do użycia w Unii Europejskiej |
| E556  | glinokrzemian wapnia                                                              | dopuszczony do użycia w Unii Europejskiej |
| E558  | bentonit                                                                          | dopuszczony do użycia w Unii Europejskiej |
| E559  | krzemian glinu (kaolin)                                                           | dopuszczony do użycia w Unii Europejskiej |
| E570  | kwasy tłuszczowe                                                                  | dopuszczony do użycia w Unii Europejskiej |
| E574  | kwas glukonowy                                                                    | dopuszczony do użycia w Unii Europejskiej |
| E575  | lakton kwasu glukonowego                                                          | dopuszczony do użycia w Unii Europejskiej |
| E576  | glukonian sodu                                                                    | dopuszczony do użycia w Unii Europejskiej |
| E577  | glukonian potasu                                                                  | dopuszczony do użycia w Unii Europejskiej |
| E578  | glukonian wapnia                                                                  | dopuszczony do użycia w Unii Europejskiej |
| E579  | glukonian żelaza(II)                                                              | dopuszczony do użycia w Unii Europejskiej |
| E585  | mleczan żelaza(II)                                                                | dopuszczony do użycia w Unii Europejskiej |
| E586  | 4-heksylorezorcynol                                                               | dopuszczony do użycia w Unii Europejskiej |

## E600–E699 (wzmacniacze smaku)
| Numer | Nazwa                    | Uwagi                                     |
| ----- | ------------------------ | ----------------------------------------- |
| E620  | kwas glutaminowy         | dopuszczony do użycia w Unii Europejskiej |
| E621  | glutaminian sodu         | dopuszczony do użycia w Unii Europejskiej |
| E622  | glutaminian monopotasu   | dopuszczony do użycia w Unii Europejskiej |
| E623  | diglutaminian wapnia     | dopuszczony do użycia w Unii Europejskiej |
| E624  | glutaminian monoamonu    | dopuszczony do użycia w Unii Europejskiej |
| E625  | diglutaminian magnezu    | dopuszczony do użycia w Unii Europejskiej |
| E626  | kwas guanylowy           | dopuszczony do użycia w Unii Europejskiej |
| E627  | guanylan disodowy        | dopuszczony do użycia w Unii Europejskiej |
| E628  | guanylan dipotasu        | dopuszczony do użycia w Unii Europejskiej |
| E629  | guanylan wapnia          | dopuszczony do użycia w Unii Europejskiej |
| E630  | kwas inozynowy           | dopuszczony do użycia w Unii Europejskiej |
| E631  | inozynian disodowy       | dopuszczony do użycia w Unii Europejskiej |
| E632  | inozynian dipotasu       | dopuszczony do użycia w Unii Europejskiej |
| E633  | inozynian wapnia         | dopuszczony do użycia w Unii Europejskiej |
| E634  | 5′-rybonukleotydy wapnia | dopuszczony do użycia w Unii Europejskiej |
| E635  | 5′-rybonukleotydy disodu | dopuszczony do użycia w Unii Europejskiej |
| E636  | maltol                   |                                           |
| E637  | etylmaltol               |                                           |
| E639  | alanina                  |                                           |
| E640  | glicyna i jej sól sodowa | dopuszczony do użycia w Unii Europejskiej |
| E641  | leucyna                  |                                           |
| E642  | chlorowodorek lizyny     |                                           |
| E650  | octan cynku              | dopuszczony do użycia w Unii Europejskiej |

## E900–E999 (środki słodzące, nabłyszczające i inne)
| Numer | Nazwa                                           | Uwagi                                     |
| ----- | ----------------------------------------------- | ----------------------------------------- |
| E900  | dimetylopolisiloksan                            | dopuszczony do użycia w Unii Europejskiej |
| E901  | wosk pszczeli, biały i żółty                    | dopuszczony do użycia w Unii Europejskiej |
| E902  | wosk candelilla                                 | dopuszczony do użycia w Unii Europejskiej |
| E903  | wosk carnauba                                   | dopuszczony do użycia w Unii Europejskiej |
| E904  | szelak                                          | dopuszczony do użycia w Unii Europejskiej |
| E905  | wosk mikrokrystaliczny                          | dopuszczony do użycia w Unii Europejskiej |
| E907  | uwodorniony poli-1-deken                        | dopuszczony do użycia w Unii Europejskiej |
| E912  | estry kwasu montanowego                         | dopuszczony do użycia w Unii Europejskiej |
| E914  | wosk polietylenowy utleniony                    | dopuszczony do użycia w Unii Europejskiej |
| E920  | L-cysteina                                      | dopuszczony do użycia w Unii Europejskiej |
| E927b | karbamid                                        | dopuszczony do użycia w Unii Europejskiej |
| E938  | argon                                           | dopuszczony do użycia w Unii Europejskiej |
| E939  | hel                                             | dopuszczony do użycia w Unii Europejskiej |
| E941  | azot                                            | dopuszczony do użycia w Unii Europejskiej |
| E942  | tlenek diazotu                                  | dopuszczony do użycia w Unii Europejskiej |
| E943a | butan                                           | dopuszczony do użycia w Unii Europejskiej |
| E943b | izobutan                                        | dopuszczony do użycia w Unii Europejskiej |
| E944  | propan                                          | dopuszczony do użycia w Unii Europejskiej |
| E948  | tlen                                            | dopuszczony do użycia w Unii Europejskiej |
| E949  | wodór                                           | dopuszczony do użycia w Unii Europejskiej |
| E950  | acesulfam K                                     | dopuszczony do użycia w Unii Europejskiej |
| E951  | aspartam                                        | dopuszczony do użycia w Unii Europejskiej |
| E952  | cyklaminiany                                    | dopuszczony do użycia w Unii Europejskiej |
| E953  | izomalt                                         | dopuszczony do użycia w Unii Europejskiej |
| E954  | sacharyna                                       | dopuszczony do użycia w Unii Europejskiej |
| E955  | sukraloza                                       | dopuszczony do użycia w Unii Europejskiej |
| E957  | taumatyna                                       | dopuszczony do użycia w Unii Europejskiej |
| E959  | neohesperydyna DC                               | dopuszczony do użycia w Unii Europejskiej |
| E960  | glikozydy stewiolowe                            | dopuszczony do użycia w Unii Europejskiej |
| E961  | neotam                                          | dopuszczony do użycia w Unii Europejskiej |
| E962  | sól aspartamu i acesulfamu                      | dopuszczony do użycia w Unii Europejskiej |
| E965  | maltitole: (i) maltitol, (ii) syrop maltitolowy | dopuszczony do użycia w Unii Europejskiej |
| E966  | laktitol                                        | dopuszczony do użycia w Unii Europejskiej |
| E967  | ksylitol                                        | dopuszczony do użycia w Unii Europejskiej |
| E968  | erytrytol                                       | dopuszczony do użycia w Unii Europejskiej |
| E999  | ekstrakt z Quillaia                             | dopuszczony do użycia w Unii Europejskiej |

## E1000–E1999 (stabilizatory,konserwanty, zagęstniki i inne)
| Numer | Nazwa                                        | Uwagi                                     |
| ----- | -------------------------------------------- | ----------------------------------------- |
| E1103 | inwertaza                                    | dopuszczony do użycia w Unii Europejskiej |
| E1105 | lizozym                                      | dopuszczony do użycia w Unii Europejskiej |
| E1200 | polidekstroza                                | dopuszczony do użycia w Unii Europejskiej |
| E1201 | poliwinylopirolidon                          | dopuszczony do użycia w Unii Europejskiej |
| E1202 | poliwinylopirolidonon                        | dopuszczony do użycia w Unii Europejskiej |
| E1203 | alkohol poliwinylowy                         | dopuszczony do użycia w Unii Europejskiej |
| E1204 | pullulan                                     | dopuszczony do użycia w Unii Europejskiej |
| E1205 | zasadowy kopolimer metakrylanu               | dopuszczony do użycia w Unii Europejskiej |
| E1400 | dekstryna                                    |                                           |
| E1401 | skrobia modyfikowana kwasami                 |                                           |
| E1402 | skrobia modyfikowana zasadami                |                                           |
| E1403 | skrobia bielona                              |                                           |
| E1404 | skrobia utleniona                            | dopuszczony do użycia w Unii Europejskiej |
| E1405 | skrobia modyfikowana enzymatycznie           |                                           |
| E1410 | fosforan monoskrobiowy                       | dopuszczony do użycia w Unii Europejskiej |
| E1411 | glicerol diskrobiowy                         |                                           |
| E1412 | fosforan diskrobiowy                         | dopuszczony do użycia w Unii Europejskiej |
| E1413 | fosforanowany fosforan diskrobiowy           | dopuszczony do użycia w Unii Europejskiej |
| E1414 | acetylowany fosforan diskrobiowy             | dopuszczony do użycia w Unii Europejskiej |
| E1420 | skrobia acetylowana                          | dopuszczony do użycia w Unii Europejskiej |
| E1422 | acetylowany adypinian diskrobiowy            | dopuszczony do użycia w Unii Europejskiej |
| E1423 | acetylowany glicerol diskrobiowy             |                                           |
| E1440 | hydroksypropyloskrobia                       | dopuszczony do użycia w Unii Europejskiej |
| E1442 | hydroksypropylofosforan diskrobiowy          | dopuszczony do użycia w Unii Europejskiej |
| E1450 | sól sodowa oktenylobursztynianu skrobiowego  | dopuszczony do użycia w Unii Europejskiej |
| E1451 | acetylowana skrobia utleniona                | dopuszczony do użycia w Unii Europejskiej |
| E1452 | sól glinowa oktenylobursztynianu skrobiowego | dopuszczony do użycia w Unii Europejskiej |
| E1505 | cytrynian trietylu                           | dopuszczony do użycia w Unii Europejskiej |
| E1510 | Etanol, alkohol etylowy                      |                                           |
| E1517 | dioctan glicerolu (diacetyna)                | dopuszczony do użycia w Unii Europejskiej |
| E1518 | trioctan glicerolu (triacetyna)              | dopuszczony do użycia w Unii Europejskiej |
| E1519 | alkohol benzylowy                            | dopuszczony do użycia w Unii Europejskiej |
| E1520 | propano-1,2-diol (glikol propylenowy)        | dopuszczony do użycia w Unii Europejskiej |
| E1521 | glikol polietylenowy                         | dopuszczony do użycia w Unii Europejskiej |